# 246504 Hualien
246504 Hualien este un asteroid din centura principală de asteroizi.

## Descriere
246504 Hualien este un asteroid din centura principală de asteroizi. A fost descoperit pe 28 ianuarie 2008 la Observatorul Lulin de Chi-Sheng Lin și Ye Quan-Zhi. Asteroidul prezintă o orbită caracterizată de o semiaxă mare de 3,20 ua, o excentricitate de 0,10 și o înclinație de 12,8° în raport cu ecliptica.